# Autoportrait en sainte Catherine d'Alexandrie (Gentileschi)
Pour les articles homonymes, voir Autoportrait en sainte Catherine d'Alexandrie.
Autoportrait en sainte Catherine d'Alexandrie est un tableau de l'artiste italienne Artemisia Gentileschi réalisé vers 1615-1617. D'un format presque carré, cette peinture à l'huile sur toile est un autoportrait dans lequel la jeune femme se figure en Catherine d'Alexandrie, à mi-corps devant un fond neutre. Vêtue d'une robe rouge, elle est coiffée d'une couronne qu'entoure un turban évoquant l'Orient et que surmonte un nimbe soulignant sa sainteté. Elle tient en outre les attributs de la martyre, dans sa main droite une palme et de sa main gauche la roue de son supplice. L'œuvre évoque ce faisant la torture que l'artiste a elle-même dû subir pendant le procès de son violeur, Agostino Tassi. Elle est conservée depuis 2018 à la National Gallery, à Londres, au Royaume-Uni.

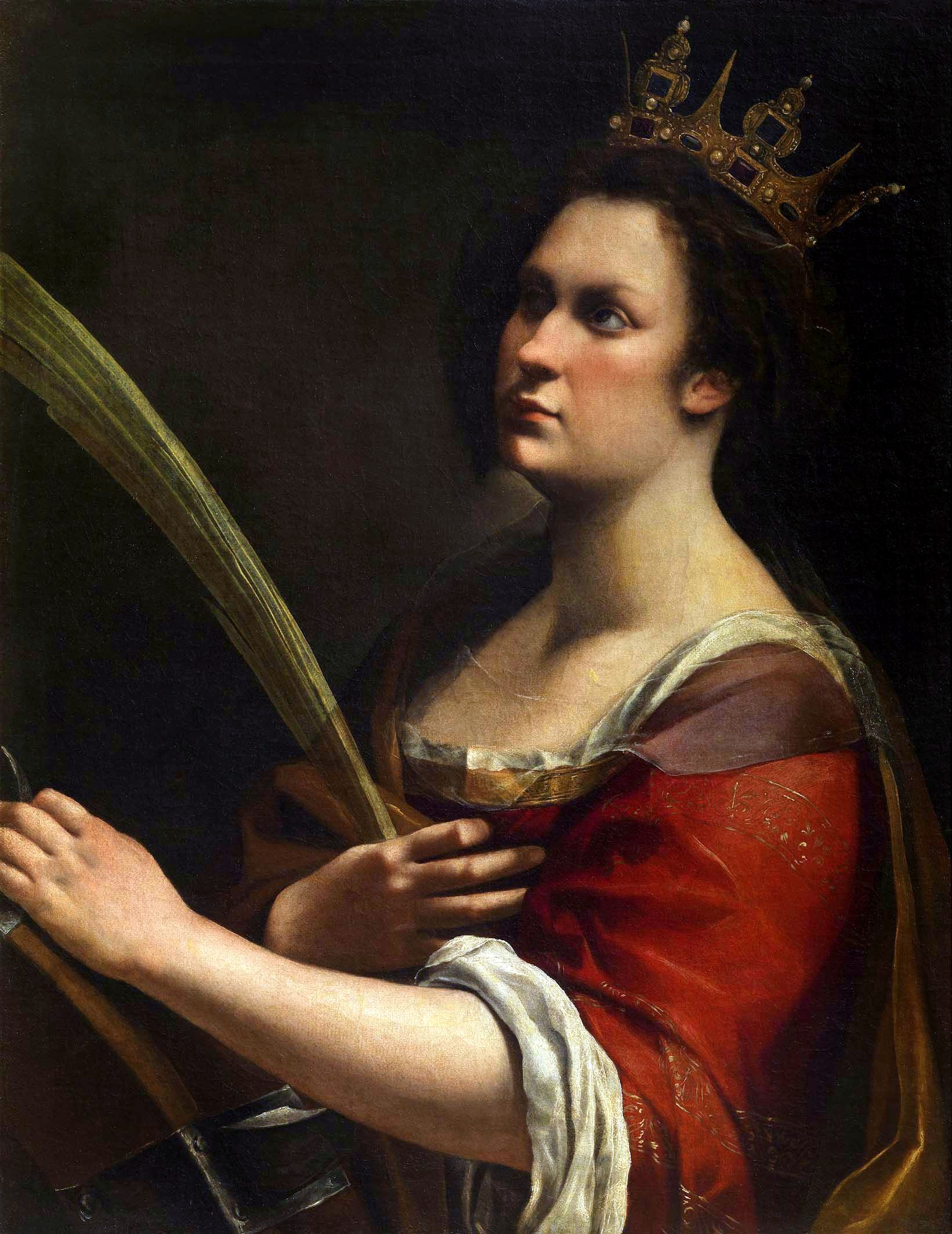
Sainte Catherine d'Alexandrie, 1618-1619 – Galerie des Offices, Florence.